# Новопетровка (Кармаскалинский район)
Новопетровка (баш. Яңы Петровка) — деревня в Кармаскалинском районе Башкортостана, входит в состав Камышлинского сельсовета.

## Население
| 2002 | 2009 | 2010 |
| ---- | ---- | ---- |
| 43   | ↘30  | ↗31  |

## История деревни до 1917 года
Деревня была основана переселенцами из Гродненской губернии Волковысского уезда Порозовской волости местечка Новый Двор. В 1901—1903 годы из этого местечка приехали семьи со следующими фамилиями: Гаманович, Гончаревич, Лисовский, Грушевский, Ботвич, Ширинга, Филиппович. Все они принадлежали древним белорусским мещанским родам, ведущим свое происхождение с XV—XVI веков.  
Первопоселенцем был уроженец Нового Двора Петр Михайлович Гаманович, который приехал сначала один. По воспоминаниям его правнучки Нины Константиновны Витязевой, он приехал на волах в конце лета — начале осени 1900 года.    
Национальный состав
Согласно переписи 2002 года, преобладающая национальность — русские (82 %).

## Географическое положение
Расстояние до:
- районного центра (Кармаскалы): 25 км,
- центра сельсовета (Камышлинка): 5 км,
- ближайшей ж/д станции (Тазларово): 2 км.